# 沈尚贤
沈尚贤（1909年7月—1993年6月13日），又名沈登书，浙江嘉兴人。中华人民共和国科学家。

## 生平
1931年，毕业于浙江大学电机系，同年留学德国，在柏林高等工业学校进修，先后在西门子公司、得律风根公司和邮电部无线电台实习。1934年回国后投身高等教育，先后在清华大学、西南联合大学、浙江大学、交通大学任教。1939年任教授，从事电讯教育，讲授应用电子学、无线电试验等课程，是中国电讯教育的开拓者，有学生郑南宁等人，曾教授后来出任中共中央总书记的江泽民《照明学》。1952年，筹建工业企业电气化专业，1956年参与起草中国12年科技发展规划，曾在钱学森领导下担任中科院自动化研究所主任等职务。
1958年交大西迁，历任西安交通大学电机工程系、无线电工程系、信息与控制工程系教授，工业电子学教研室主任，科研部主任、校务委员会委员（1958年4月）和学术委员会委员（1958年3月）等职。兼任教育部工科电工教材编审委员会主任。1957年5月，与钱学森、钟士模、陆元九、郎世俊等人发起，筹建中国自动化学会筹备委员会。6月，担任常委。1962年6月，创建陕西省自动化学会，并任首任主任。1979年12月，增选陕西省第四届委员会副主席。1983年5月，当选陕西省第五届委员会副主席。1988年5月，连任陕西省第六届委员会副主席。后担任九三学社陕西省第五、六、七届委员会副主委，西北电业职工大学名誉校长。主编出版了《模拟电子学》、《电子技术导论》等教材。1990年，国家教委赠给他“老骥伏枥，志在千里，桃李不言，下自成蹊”铭石一座。1993年6月13日，因病逝世，享年84岁。